# 34708 Grasset
34708 Grasset è un asteroide areosecante della fascia principale. Scoperto nel 2001, presenta un'orbita caratterizzata da un semiasse maggiore pari a 2,4251518 UA e da un'eccentricità di 0,2355539, inclinata di 22,68923° rispetto all'eclittica.